# Microsoft Bookshelf
Microsoft Bookshelf fue una colección de obras de referencia presentada en 1987 como parte de una intensa campaña de Microsoft a fin de promover la tecnología CD-ROM como medio de distribución para la publicación electrónica. Tenía buena integración con Microsoft Office y soporte para 13 procesadores de texto. Fue discontinuada en el año 2000 con su última versión Bookshelf 2000.

## Versiones
- Versiones para DOS/Windows/Mac:
  - Bookshelf 1987 Edición para MS-DOS
  - Bookshelf 1.0 (18 de marzo de 1991)
  - Bookshelf 1991 Edition (octubre de 1991)
  - Bookshelf 1992 Edition
  - Bookshelf '94
  - Bookshelf '95
  - Bookshelf 1996-'97 Edition (Última versión para Windows 3.1)[1]
  - Bookshelf 98 (Última versión para Macintosh)
  - Bookshelf 99
  - Bookshelf 2000 (Última versión para Windows)
  - Bookshelf 3.0 (Última versión en japonés para Windows)